# Mikkeli
Mikkeli (szw. Sankt Michel) – miasto w południowej Finlandii, ośrodek administracyjny regionu Etelä-Savo, nad brzegiem jeziora Saimaa.
Powierzchnia miasta wynosi 1622,11 km², z czego 24% stanowią jeziora o łącznej długości linii brzegowej 3055 km. Populacja wynosi 51 919 mieszkańców (grudzień 2023).
Przemysł drzewny i spożywczy. Ośrodek usługowy i sportów narciarskich. Znajdują się tu lotnisko, stacja kolejowa Mikkeli i politechnika.
Otoczone malowniczymi lasami i jeziorami będącymi częścią jez. Saimaa i jego zlewiska, miasto i gmina stanowią sporą atrakcję turystyczną. W gminie znajduje się ponad 10,5 tysiąca domków letniskowych, co daje jej drugie miejsce w całej Finlandii.

## Historia
Założone w 1838 z rozkazu cara Mikołaja I – liczyło wówczas tylko 63 mieszkańców. Marszałek Carl Gustaf Mannerheim w trakcie wojny zimowej (1939–1940) i wojny kontynuacyjnej (1941–1944) założył tutaj Bazę Głównego Dowództwa.

## Zabytki i atrakcje
- muzeum regionalne
- kościół Savilahti z XIV w.
- budowle sakralne i użyteczności publicznej z XIX i początku XX w.

## Sport
- MP Mikkeli – klub piłkarski
- Mikkelin Jukurit – klub hokejowy

## Współpraca
- Békéscsaba, Węgry
- Ługa, Rosja
- Mõisaküla, Estonia
- Vejle, Dania
- Molde, Norwegia
- Borås, Szwecja